# Sr Pelo
David Axel Cazares Casanova (Coatzacoalcos, Veracruz, 23 de octubre de 1992), más conocido como Sr Pelo, es un YouTuber, animador, satírico y actor de doblaje mexicano conocido por crear la serie animada Spooky Month, sus vídeos de parodias en Newgrounds y YouTube, y por su participación en Newgrounds. Una de sus series de parodias ha sido Mokey's Show, una parodia del personaje animado Mickey Mouse.

## Carrera
Antes de unirse a YouTube, Axel se unió a DeviantArt como «I-Freez». Más tarde, David creó su canal de YouTube en 2008, originalmente llamado «123pendojos», pero cambió el nombre de su canal a «Sr Pelo». Para 2017, alcanzó el millón de suscriptores. En julio de 2019, Axel publicó el vídeo titulado «Every Story Time Animation'. El vídeo causó polémica entre David y Egoraptor, otro animador, por su contenido.
El 28 de octubre de 2018, Casanova empezó «Spooky Month», una serie web de comedia con temática de halloween para Newgrounds y YouTube. A lo largo de la serie, sigue las aventuras de Skid y Pump, dos niños hiperactivos y obsesionados con la festividad. En 2020, PhantomArcade pidió permiso a Casanova para utilizar a Skid y Pump en el juego Friday Night Funkin', a lo que Axel respondió que estaría encantado de poner a los personajes en el juego.

## Vida personal
David Axel nació el 23 de octubre de 1992 en Coatzacoalcos, Veracruz. Se desconoce sobre su familia, pero sus padres están vivos y tiene dos hermanos.

## Filmografía y obras
| Year      | Title                     | Role                             |
| --------- | ------------------------- | -------------------------------- |
| 2018-2022 | Spooky Month              | Director, animador, actor de voz |
| 2019      | Every StoryTime Animation | Director, animador, actor de voz |
| 2020      | Friday Night Funkin       | Actor de voz (Skid, Pump)        |
| 2021      | LUCKYBOY                  | Actor de voz (Jason, Hobo)       |
| 2021      | Temptation Stairway       | Actor de voz (Mercante)          |